# Mesochorus speciosus
Mesochorus speciosus är en stekelart som beskrevs av Dasch 1974. Mesochorus speciosus ingår i släktet Mesochorus och familjen brokparasitsteklar. Inga underarter finns listade i Catalogue of Life.